# (24270) Dougskinner
(24270) Dougskinner est un astéroïde de la ceinture principale d'astéroïdes.

## Description
(24270) Dougskinner est un astéroïde de la ceinture principale d'astéroïdes. Il fut découvert le 8 décembre 1999 à Socorro (Nouveau-Mexique) par le projet LINEAR. Il présente une orbite caractérisée par un demi-grand axe de 2,75 UA, une excentricité de 0,19 et une inclinaison de 4,1° par rapport à l'écliptique.

## Compléments